# Flore des Alpes Maritimes
Flore des Alpes Maritimes (abreviado Fl. Alpes Marit.) es un libro ilustrado con descripciones botánicas que fue escrito por el botánico italiano, Émile Burnat. Se publicó en 7 volúmenes en los años 1892-1931 con el nombre de Flore des Alpes Maritimes; ou, Catalogue raisonné des plantes qui croissent spontanément dans la chaine des Alpes maritimes y compris le département francais de ce nom et une partie de la Ligurie occidentale. Genève, etc.

## Publicaciones
- Volumen nº  1: Jul 1892;
- Volumen nº  2: Aug 1896;
- Volumen nº  3(1a): Feb 1899;
- Volumen nº  3(1b): Apr 1899;
- Volumen nº  3(2): Jan 1902;
- Volumen nº  4: Dec 1906;
- Volumen nº  5(1): Dec 1913;
- Volumen nº  5(2): Jul 1915;
- Volumen nº  6(1): Jul 1916;
- Volumen nº  6(2): Dec 1917;
- Volumen nº  7: Aug 1931